# In Flight (Linda Perry)
In Flight è un album del 1996 di Linda Perry.

## Tracce
1. In My Dreams – 5:26
2. Freeway – 5:54
3. Uninvited – 4:24
4. Success (Bill Bottrell, Perry) – 5:25
5. Life In A Bottle – 4:21
6. Fill Me Up – 5:00
7. Knock Me Out (Perry, Marty Wilson Piper, Grace Slick) – 6:50
8. Too Deep – 5:37
9. Taken – 3:38
10. Fruitloop Daydream (Perry, Bottrell, Brian MacLeod, Kevin Gilbert, Dan Schwartz) – 3:15
11. Machine Man (Perry, MacLeod, Gilbert, Schwartz) – 3:20
12. In Flight – 5:03

### Re-Release Music Videos
1. "Fill Me Up" (Music Video) - 4:44
2. "Freeway" (Music Video) - 4:35